# Karibisk spindellilja
Karibisk spindellilja (Hymenocallis caribaea) är en art i familjen amaryllisväxter från Västindien. Naturaliserad på flera håll i tropikerna.
Arten odlas ibland som krukväxt.
Lök rund, 7,5-10 cm i diameter. Blad talrika i två rader, bandlika, skaftlösa, 30-90 cm, 5-10 cm breda, spetsiga till något rundade, något avsmalnande mot basen. Blomstjälk 30-60 cm lång, med 6-8 blommor. De är skaftlösa, vita och doftande. Blompip 4-6,5 cm lång. Bikronan är trattlik, ej tillplattat utbredd i toppen. Varje rum i fruktämnet har 2 fröämnen. 
Förväxlas ofta med strandspindellilja (H. littoralis), men den har i toppen tillplattad bikrona, längre blompip än kronflikar och 4-5 (-8) fröämnen per cell. En annan art är spindellilja (H. speciosa), som dock har blad med tydliga bladskaft och bladskiva, inte bandlika som den karibiska spindelliljan har.
Artepitetet caribaea (lat.) syftar på karibien, där arten växer vilt.

## Odling
Placeras ljust men med skydd för stark sol. Planteras i väldränerad jord i en relativt trång kruka. Vattnas regelbundet och de skall helst inte torka ut helt, vintertid torrare. 
Blomning stimuleras av viss uttorkning under vår eller sommar. Vänta några gånger med att vattna tills bladen börjar sloka. När knoppen ses, gödselvattna tills den börjar slå ut. 
Arten vissnar inte ner som en del andra arter, utan har blad hela året. Rumstemperatur, övervintras helst svalt 10-16°C. Svag gödning regelbundet under tillväxtsäsongen. Förökas genom delning.

## Synonymer
- Hymenocallis amoena (Salisbury) Herbert, 1837
- Hymenocallis amoena var. ovata (Miller) Herbert, 1837
- Hymenocallis amoena var. princeps Herbert, 1837
- Hymenocallis caribaea var. cinerascens Herbert, 1837
- Hymenocallis caribaea var. patens (de Candolle) Herbert, 1837
- Nemepiodon caribeum (L.) Rafinesque, 1836
- Pancratium patens de Candolle
- Pancratium amoenum Salisbury, 1794
- Pancratium caribaeum L., 1753
- Pancratium ovatum Miller, 1768